# Germain Henry Hess
Germain Henri Hess (7 de agosto de 1802  - 30 de novembro de 1850) foi um químico e médico suiço que formulou a Lei de Hess, um dos primeiros princípios da termoquímica.
Estudou Medicina, Química e Geologia na Universidade de Tartu de 1822 até 1825. Foi médico até tornar-se professor de Química da Universidade de São Petersburgo em 1830. 
Sua pesquisa inicial foi a oxidação de açúcares. Suas principais pesquisas foram em jazidas de minerais russos e de gás natural na região de Baku, às margens do Mar Cáspio. 
Em 1834, escreveu um livro texto de Química que foi adotado por estudantes de muitas escolas e universidades russas. 
Em 1840, enunciou a Lei de Hess. Esta lei afirma que em uma reação química a quantidade de calor produzido é constante e independente do número de etapas de reação. Na verdade, seria um caso especial do princípio geral da conservação da energia. 
Hess publicou a obra Fundamentos de Química, um dos melhores textos de Química na Rússia durante anos. 